# Estàtua vivent

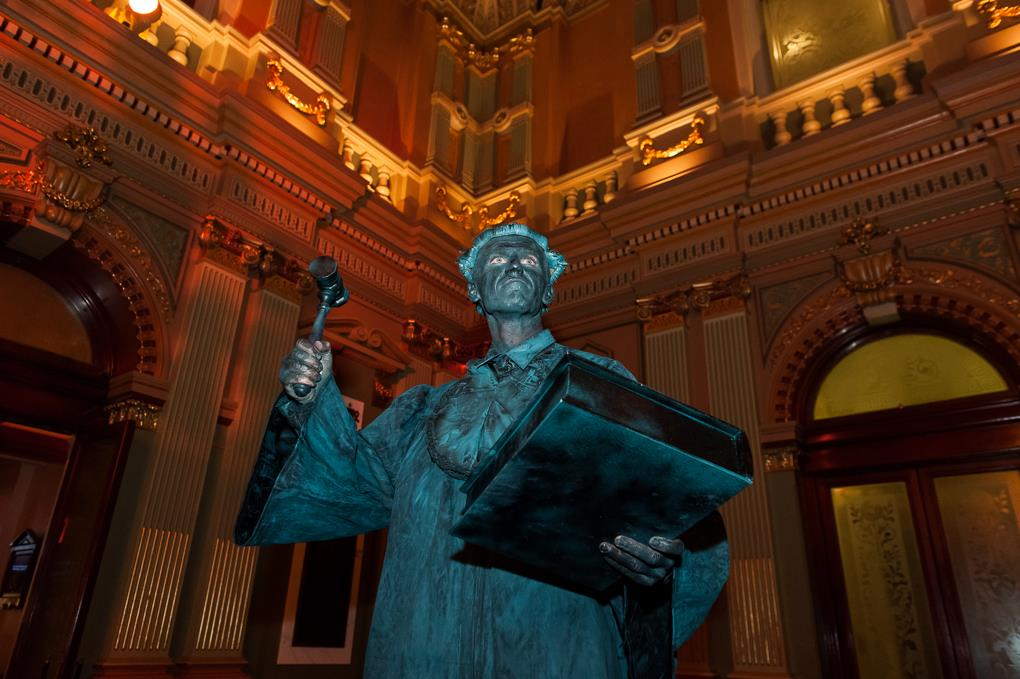
Estàtua de jutge

El terme estàtua vivent es refereix a un artista de carrer que posa com una estàtua o maniquí, normalment amb maquillatge imitador d'estàtues, que de vegades els porta moltes hores d'aconseguir.
Els intèrprets d'estàtues vivents solen intentar enganyar als vianants. De vegades, alguns espectacles de càmera oculta de la televisió han utilitzat estàtues vivents per atraure a les persones objectiu del show. Mentre tot i actuant, els intèrprets d'estàtua vivent poden actuar com fan els actors de "busking".

## Història

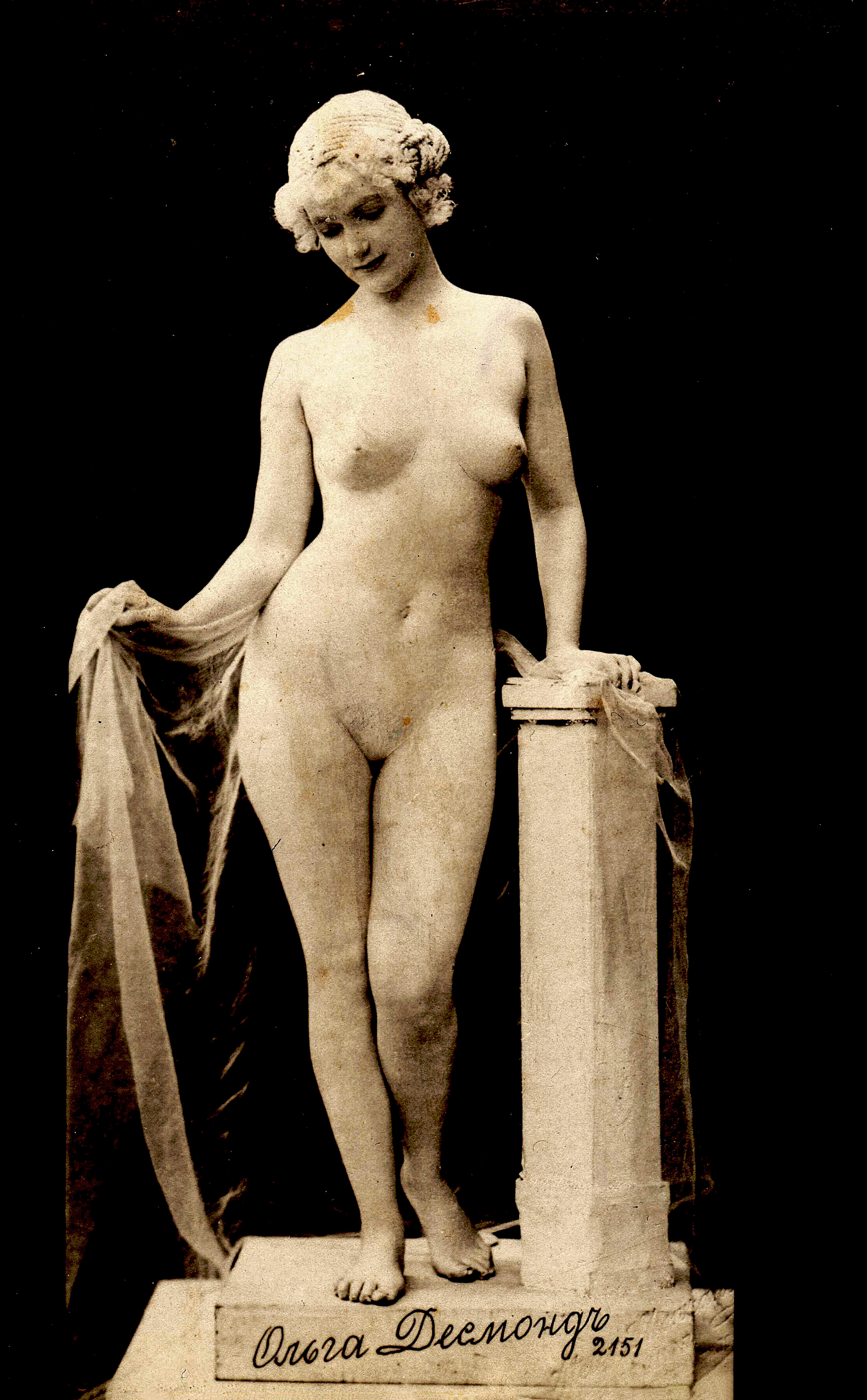
Olga Desmond nua amb drapery i pedestal.

El tableau vivant, o grup d'estàtues vivents, era una característica regular de les festivitats medievals i del Renaixement, entre elles, les entrades reials dels governants a les ciutats. Típicament un grup de persones muntava una escena sobre un escenari decorat, col·locat en la ruta de la comitiva, simulant un monument. Una estàtua vivent va aparèixer en una escena de la pel·lícula francesa de 1945 Les Enfants du paradis, entre els pioners hi ha els artistes de Londres Gilbert i George el 1960s. En els primers anys del segle xx, la ballarina alemanya Olga Desmond va participar en “Vespres de Bellesa” (Schönheitsabende) en la que va posar nua imitant obres clàssiques d'art ('fotografia vivent').

## Esdeveniments
El Campionat Mundial d'estàtues vivents es duu a terme anualment a Arnhem (Netherlands). El 2011, el festival va tenir lloc del 28 al 29 d'agost, amb al voltant 300 000 visitants i 300 estàtues vivents (incloent aficionats i nens) La Universitat de Ciències Empresarials i Socials de la ciutat de Buenos Aires, Argentina organitza una Competició Nacional d'Estàtues vivents des de l'any 2000.

## Actuació al carrer
Actuar com a estàtua vivent és una forma prevalent de busking, especialment en llocs amb un nivell alt de turistes. Un intèrpret d'estàtua vivent estratègicament escollirà un lloc, preferentment un amb un nivell alt de trànsit de vianants. L'intèrpret crea la il·lusió d'una completa congelació d'imatge com en el cas del Bullet time. De vegades, els vianants no arriben a veure que l'estàtua és una persona real, fet que sovint els causa sorpresa quan l'intèrpret els fa un petit gest (com fer ullet o assentir amb el cap). L'objectiu d'un busker és crear moments d'interacció amb els vianants. La quantitat de diners recaptats en un dia per l'intèrpret, depèn de la seva habilitat en interaccionar eficaçment amb la multitud.

## Galeria

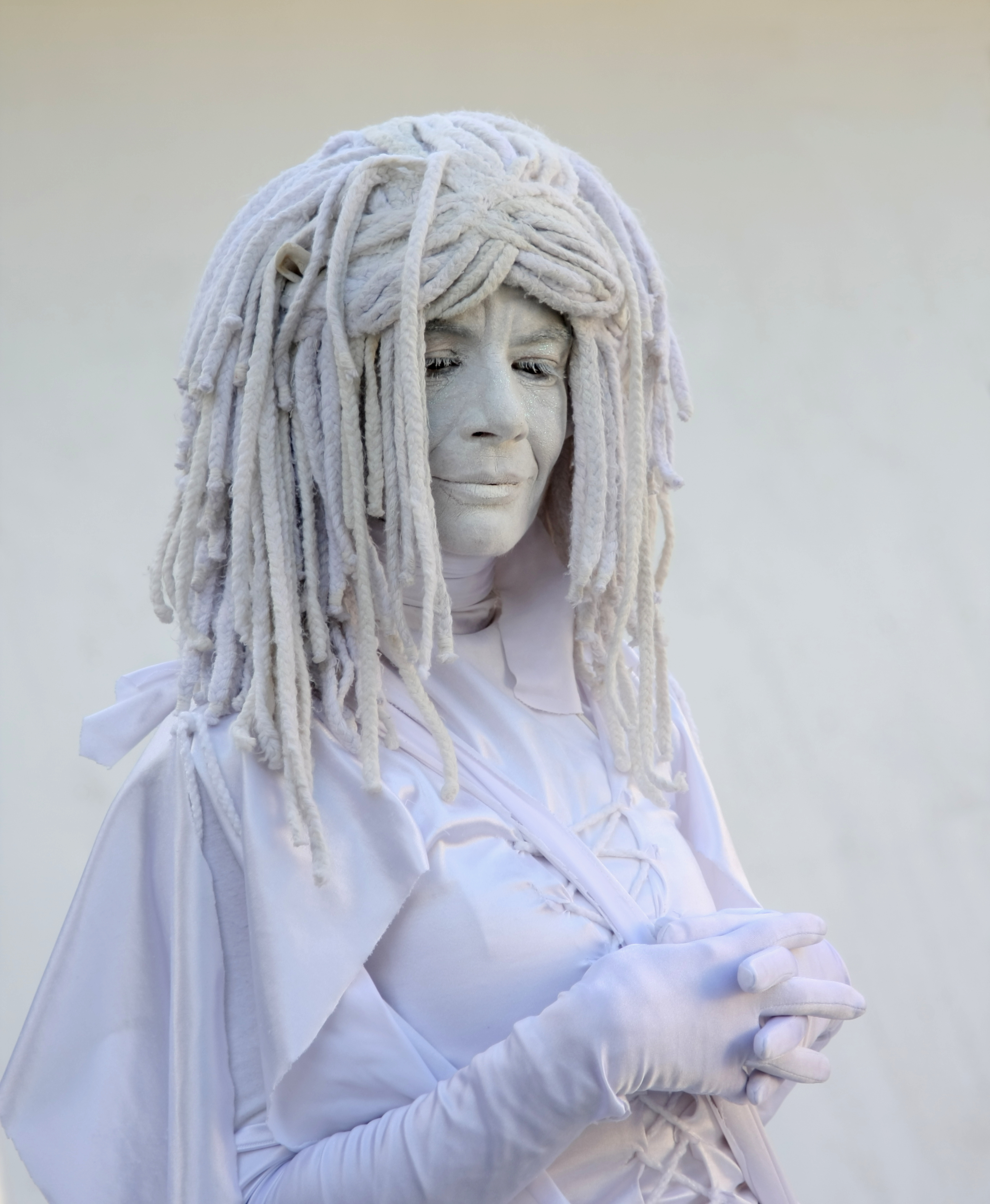
Estàtua vivent Platja de Miami, Florida
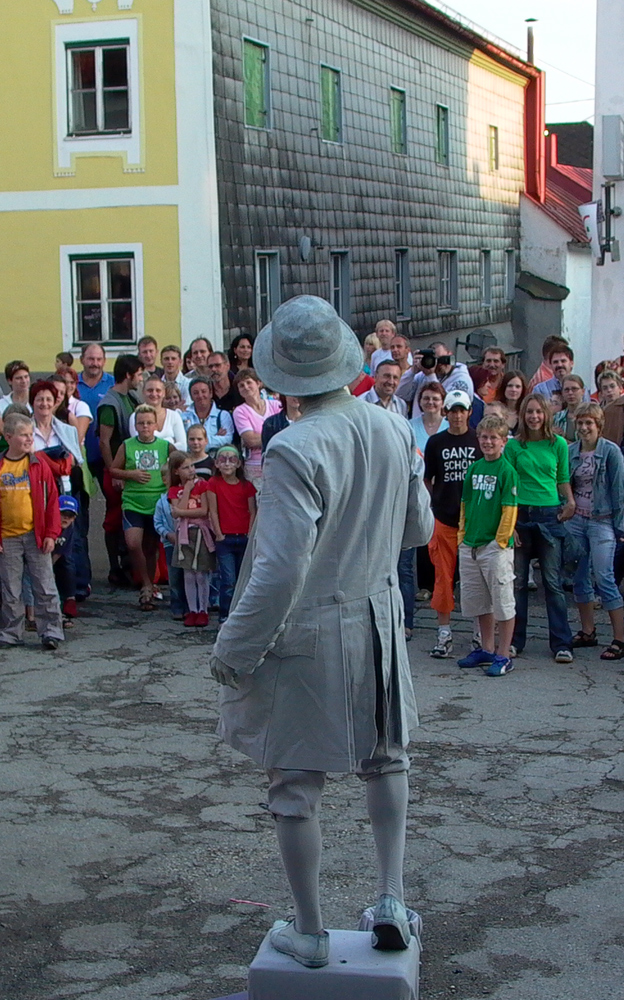
Una Estàtua vivent "Stillman al teatre"
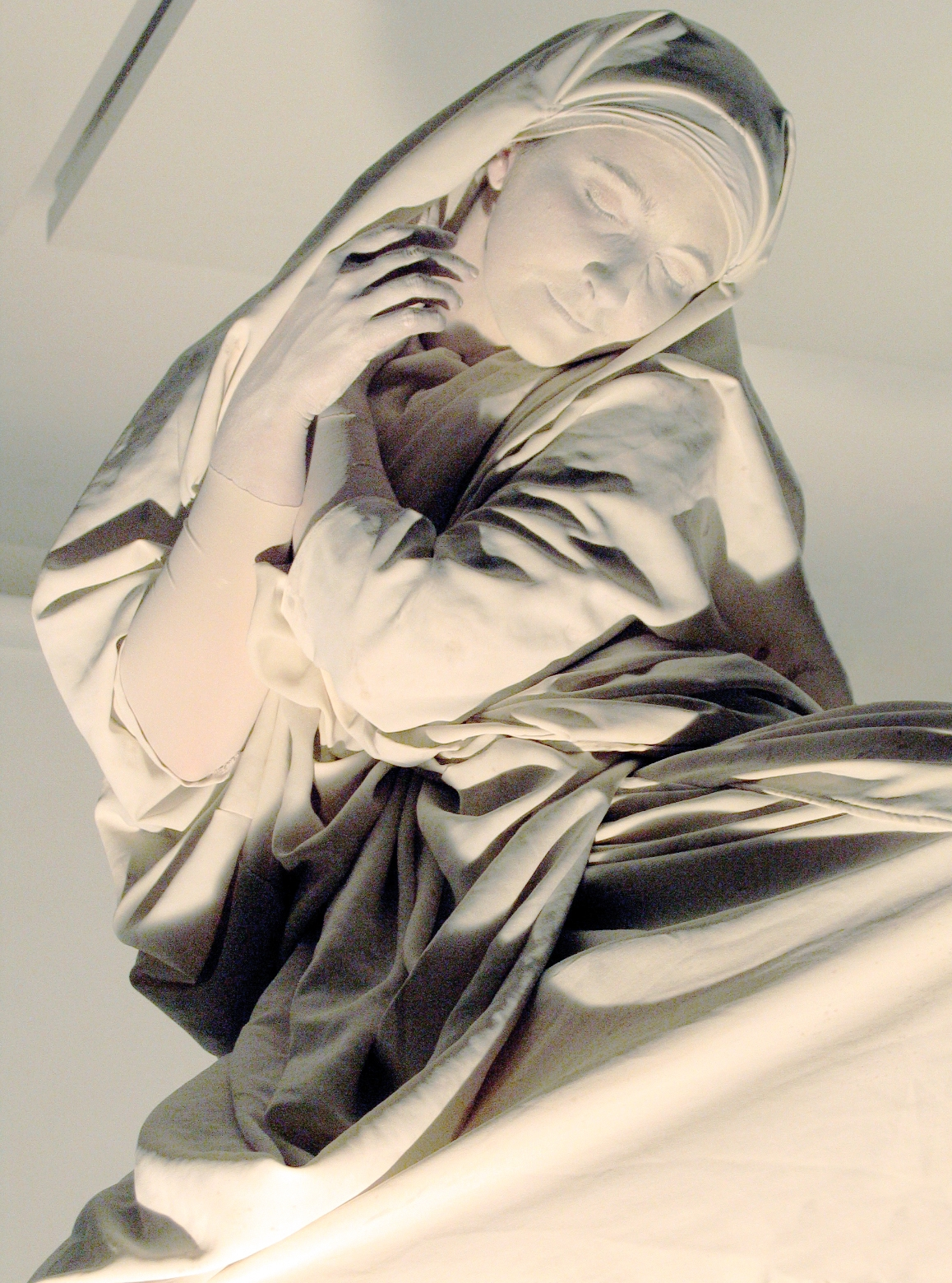
"Sophie Malraye, Statue Vivante", Campió Mundial 2006 a Arnhem. Paris, França
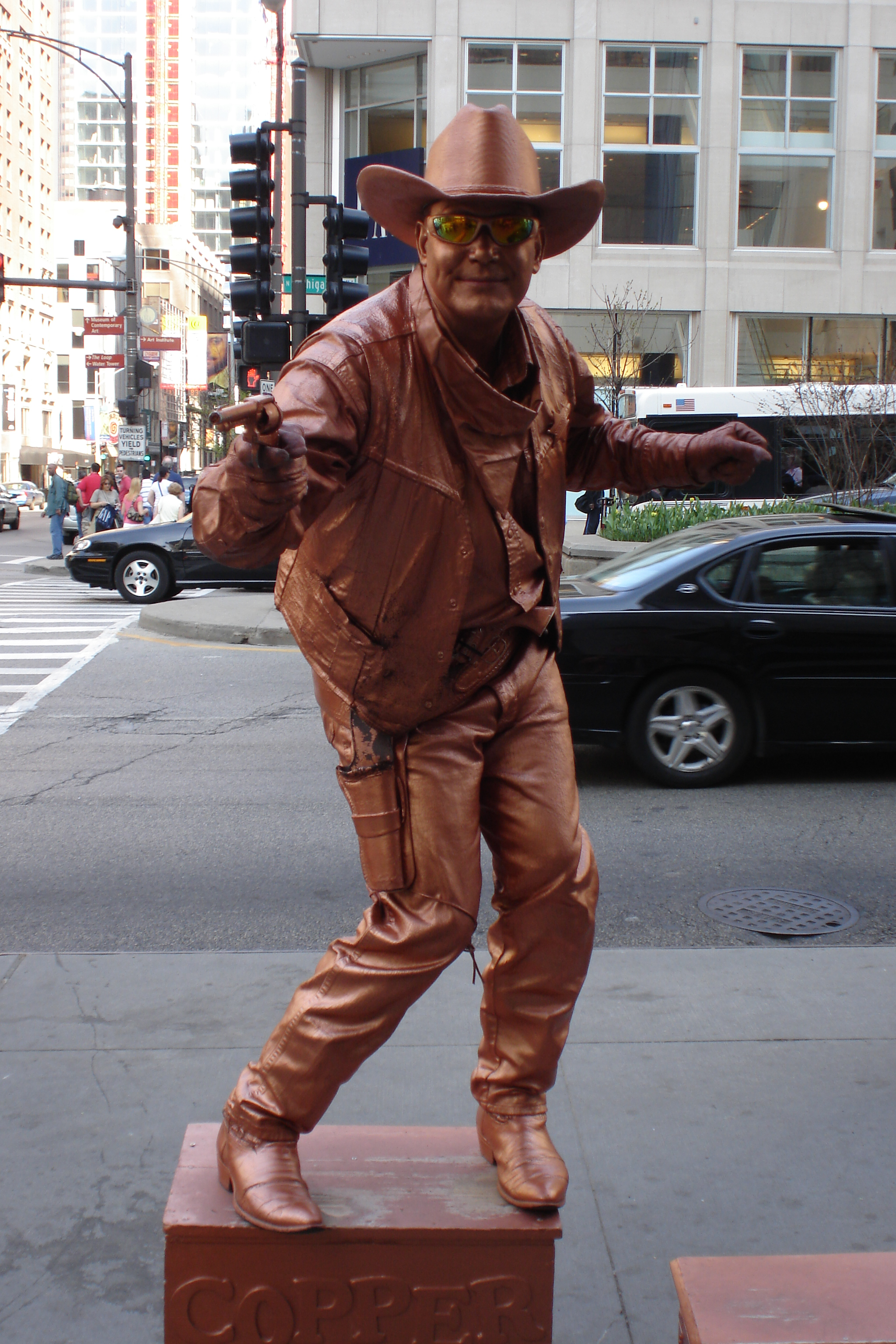
"El Vaquer de Coure" a Chicago
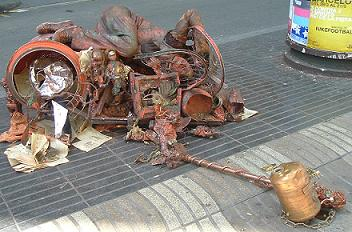
Barcelona
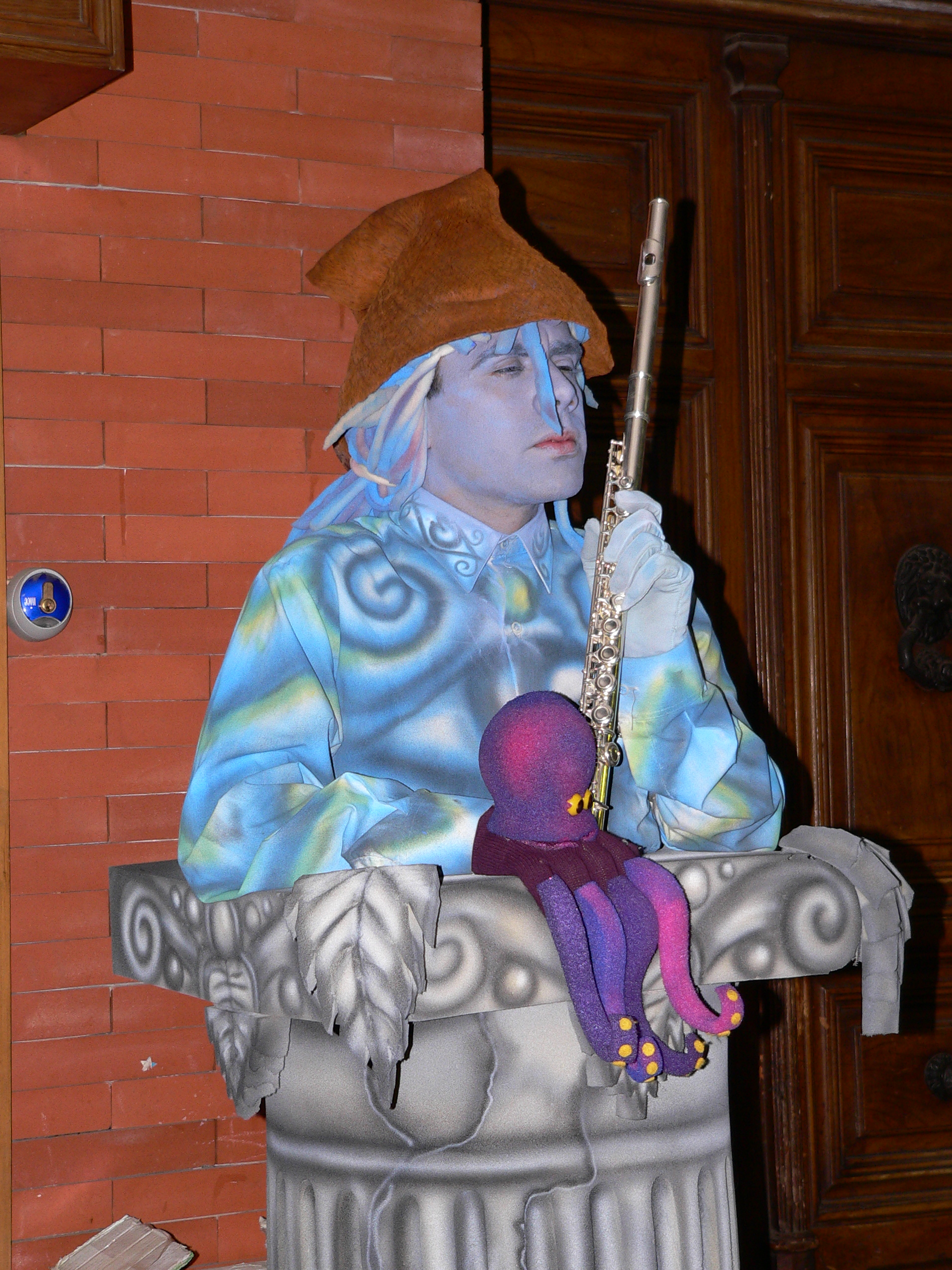
Alcalá de Henares
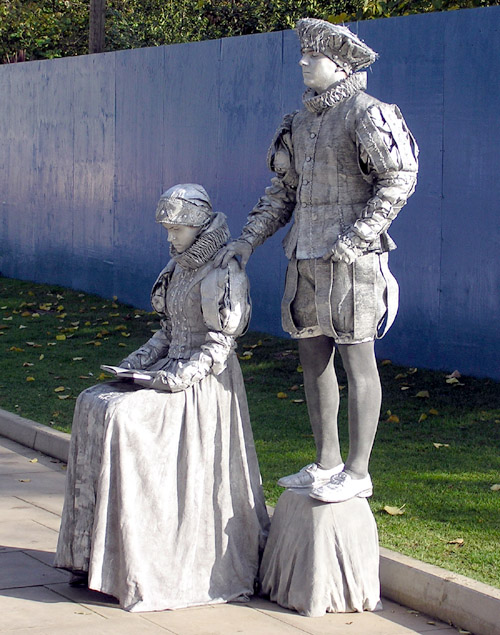
Jubilee Jardins, London
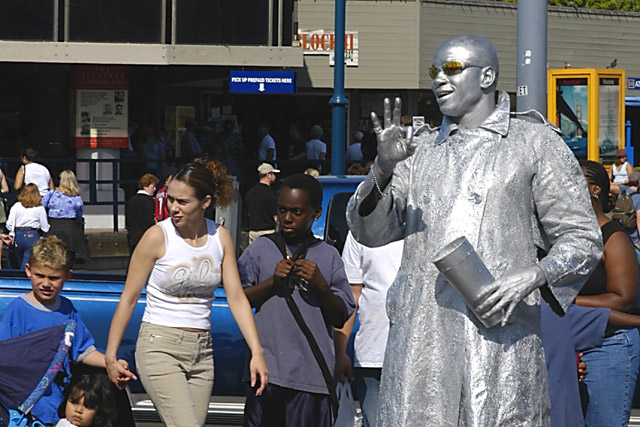
"Home de plata" a Pescador Wharf, San Francisco
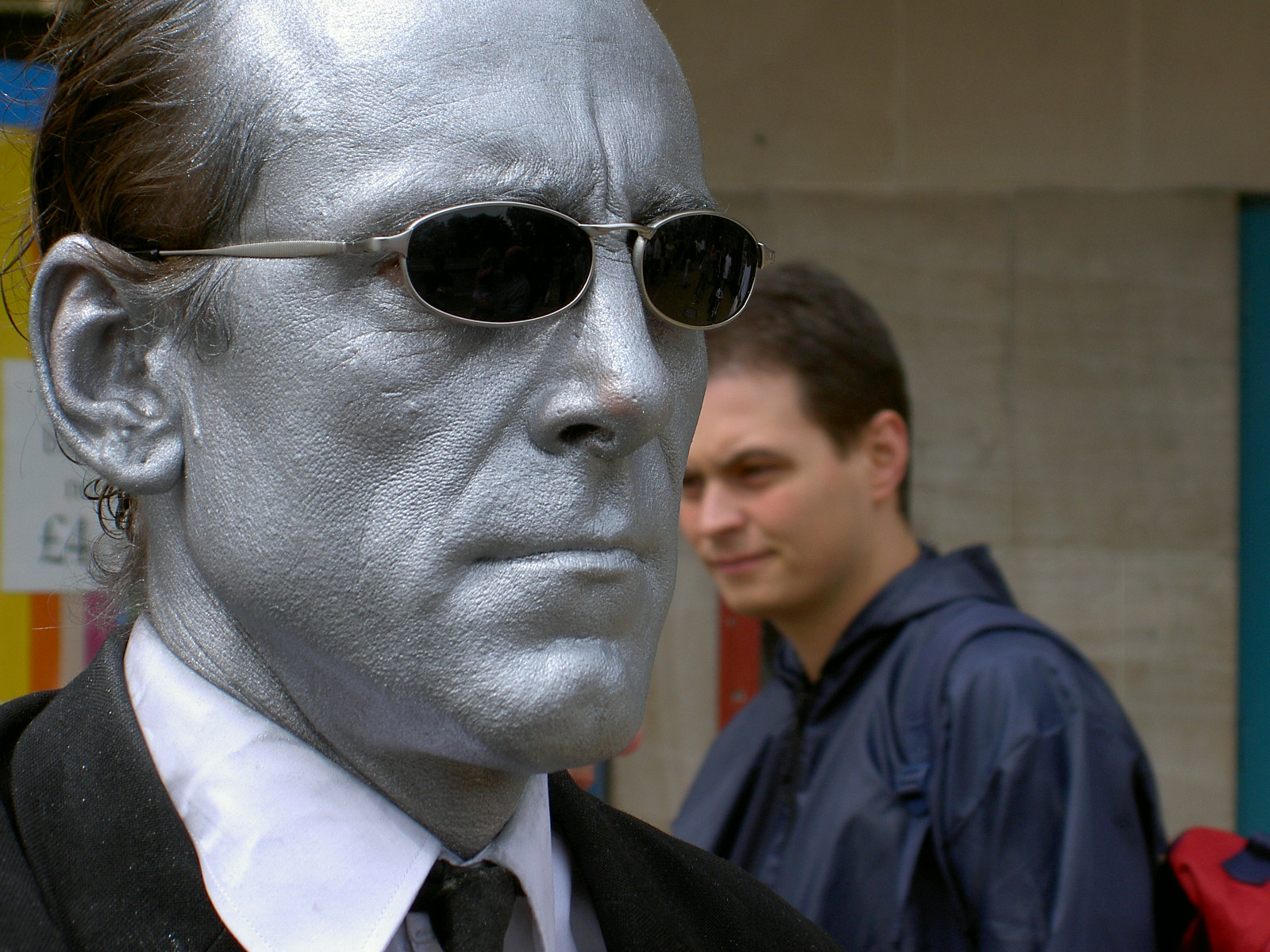
Esprai d'intèrpret del carrer plata pintada a Edimburg.
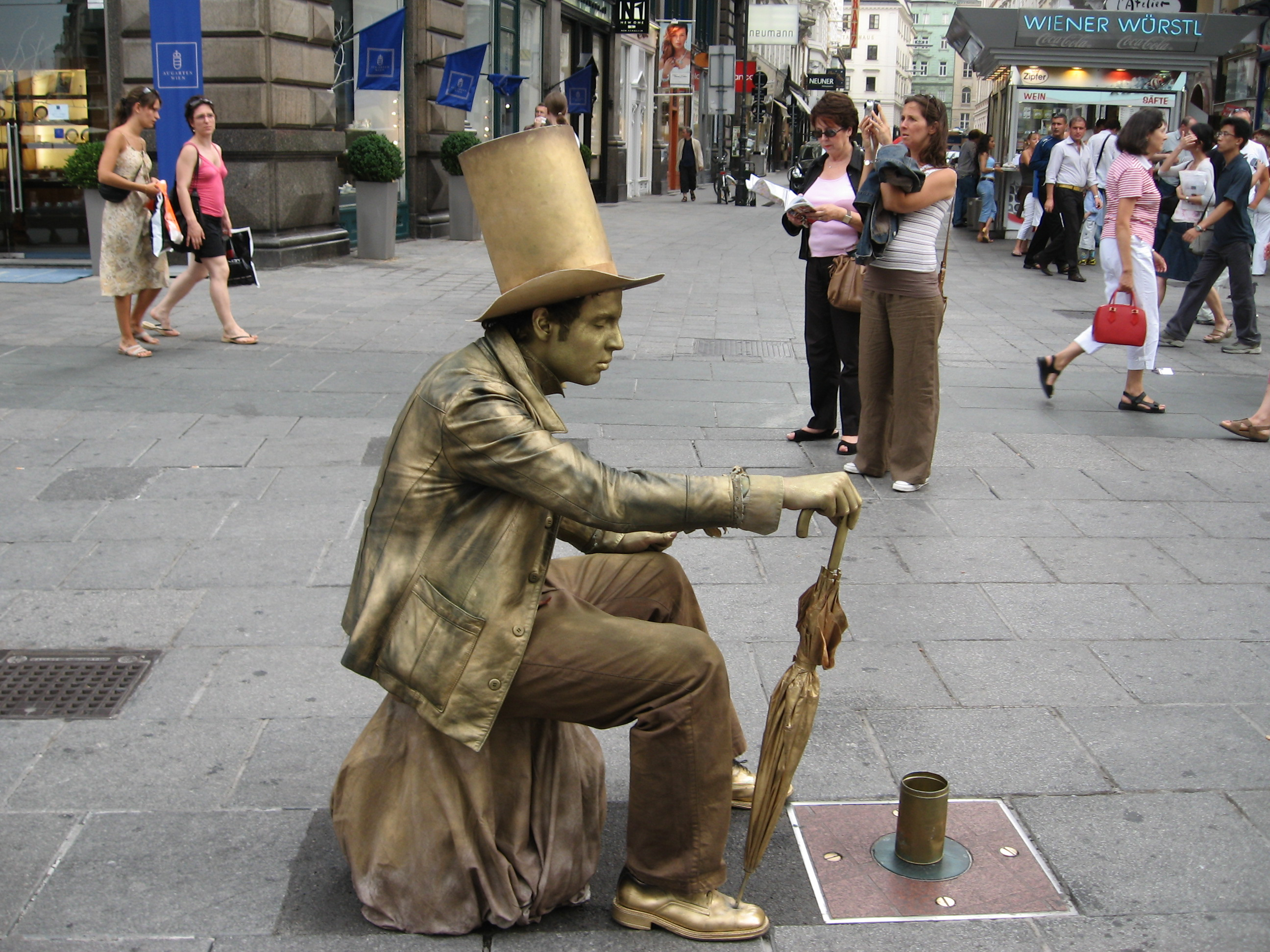
Viena
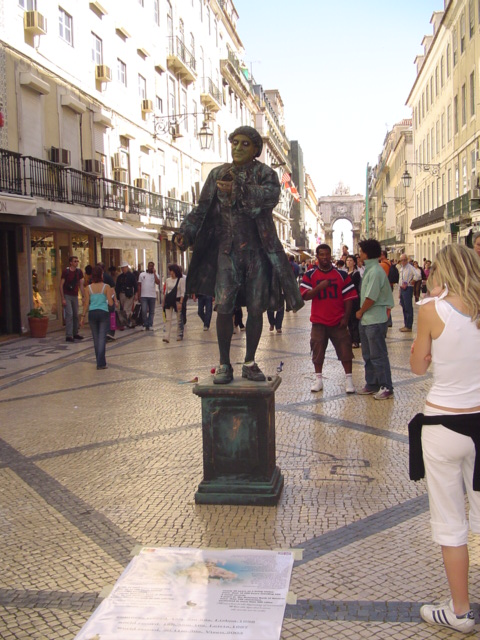
Lisboa
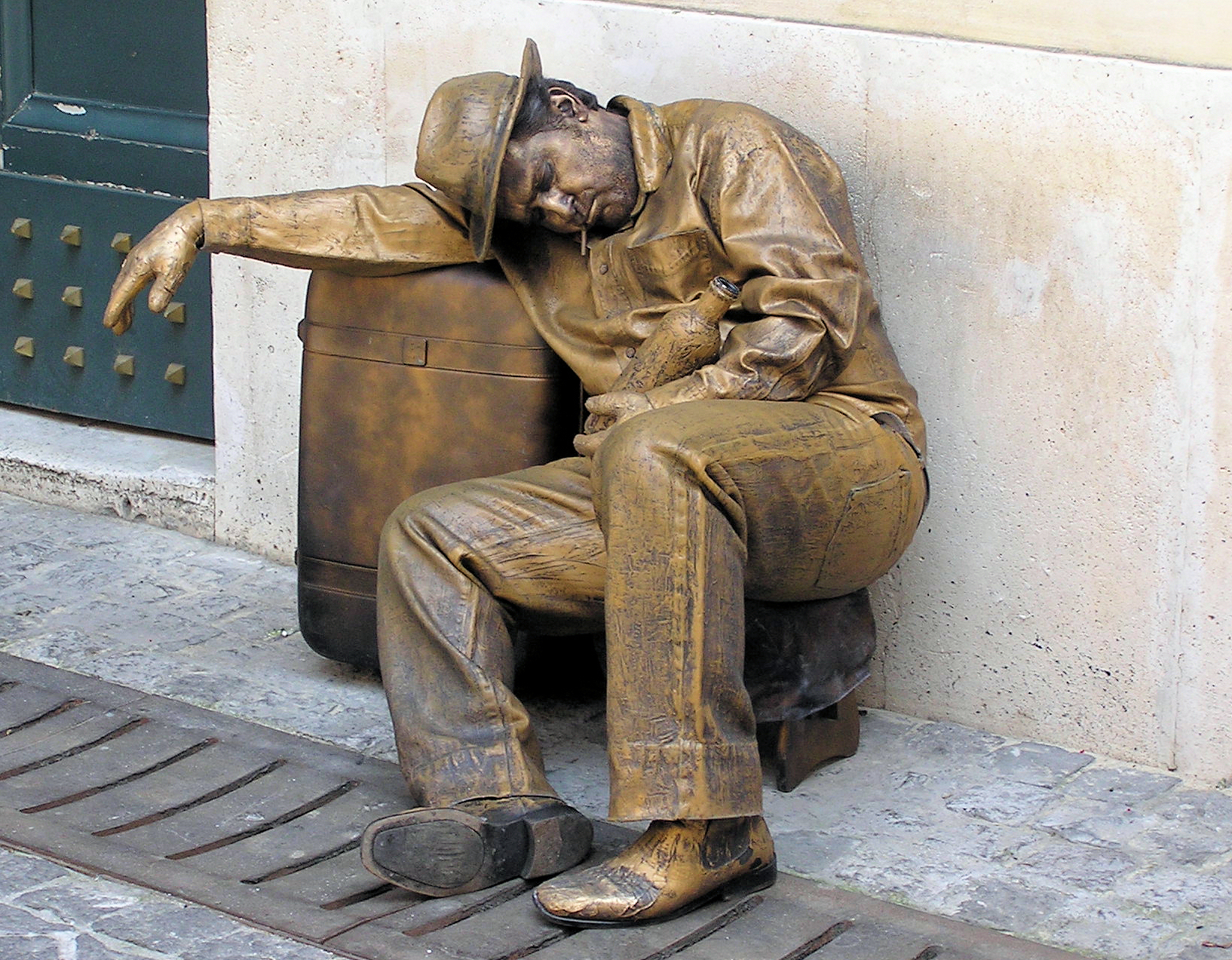
Roma, Itàlia (imitació de bronze?)
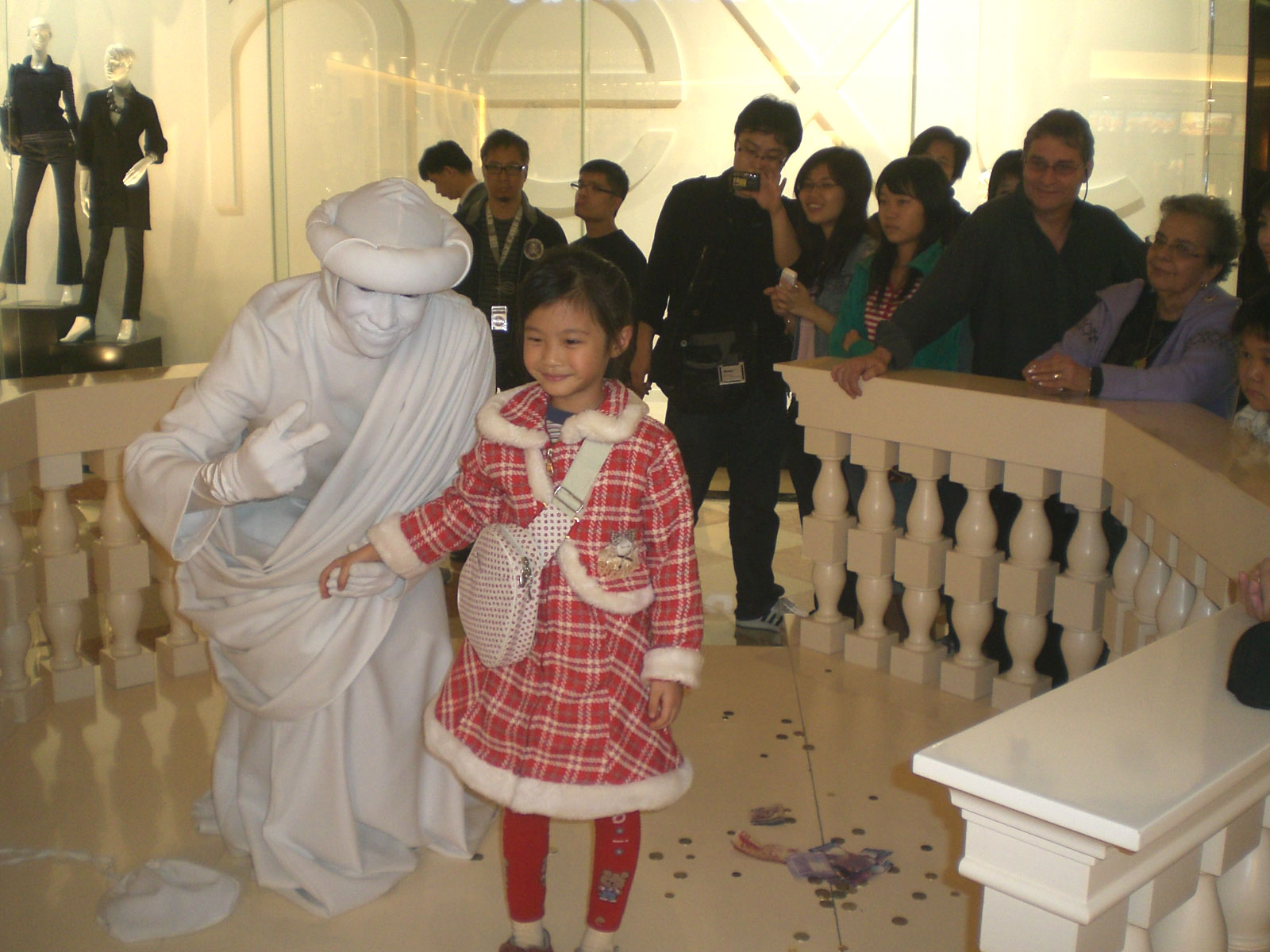
El venecià a Macau
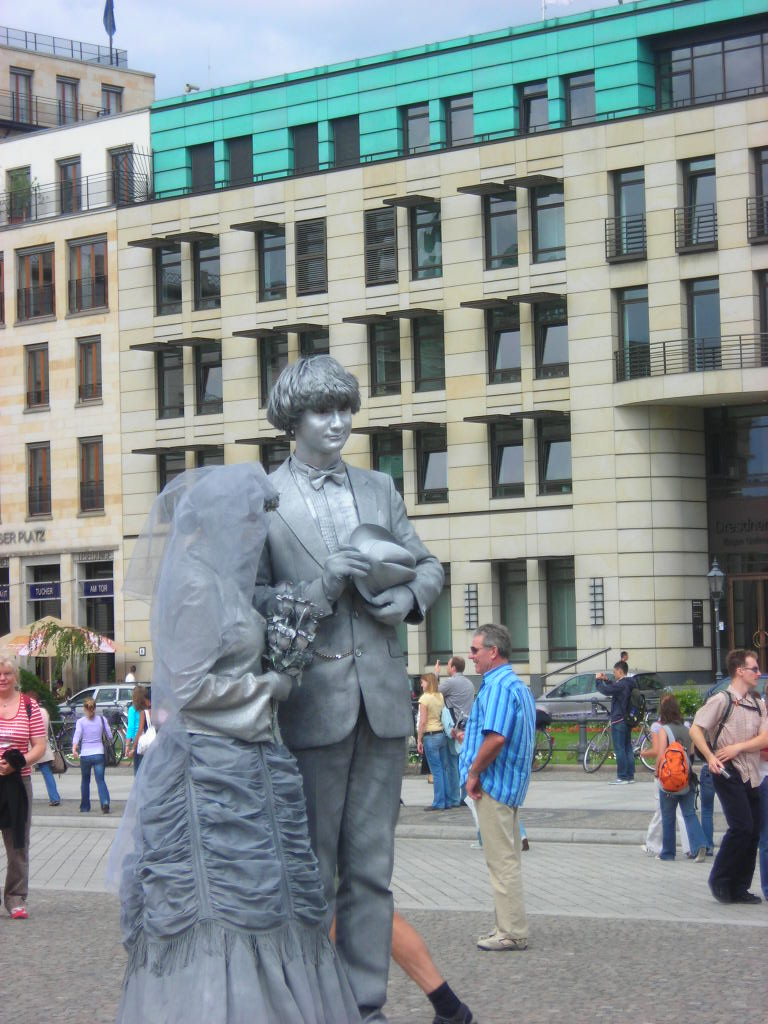
Pariser Platz, Berlín
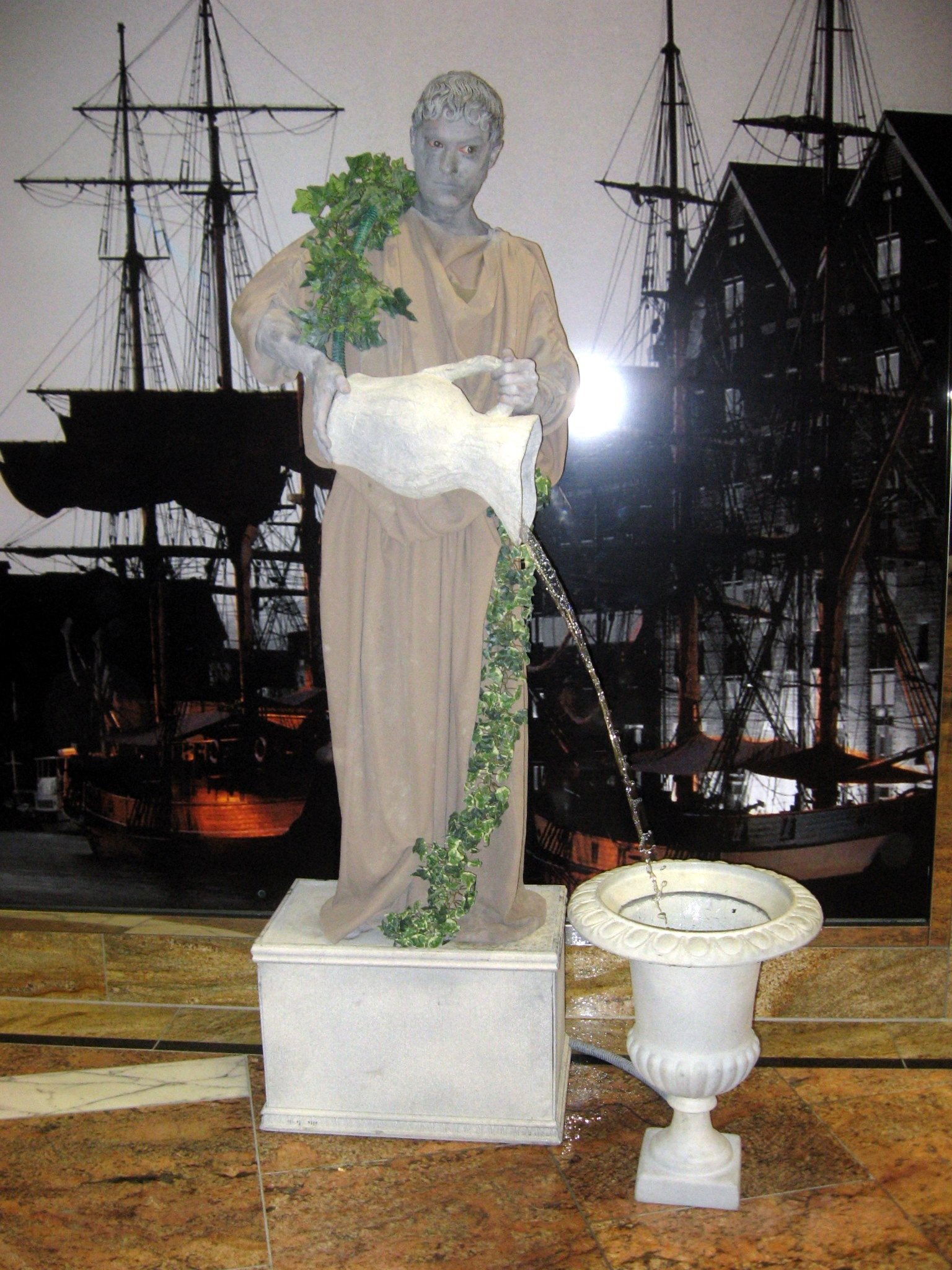
Gloucester, Anglaterra
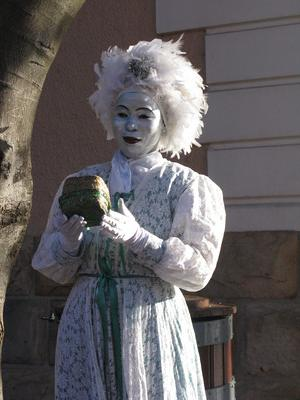
Fada, Victoria & Alfred Waterfront, Ciutat del Cap, Sud-àfrica
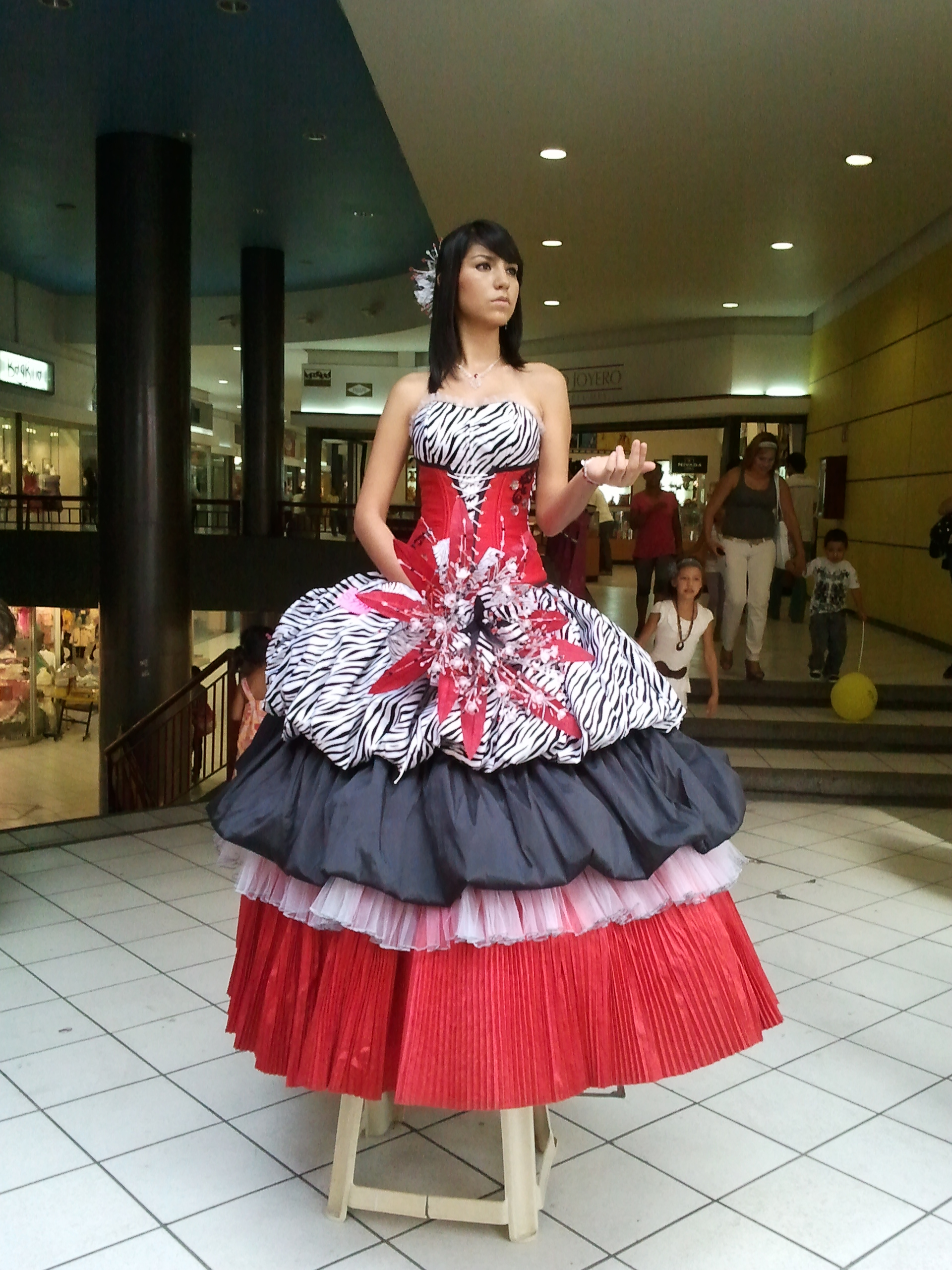
Una Estàtua vivent vista en el Cèntre de Leon, Mèxic.
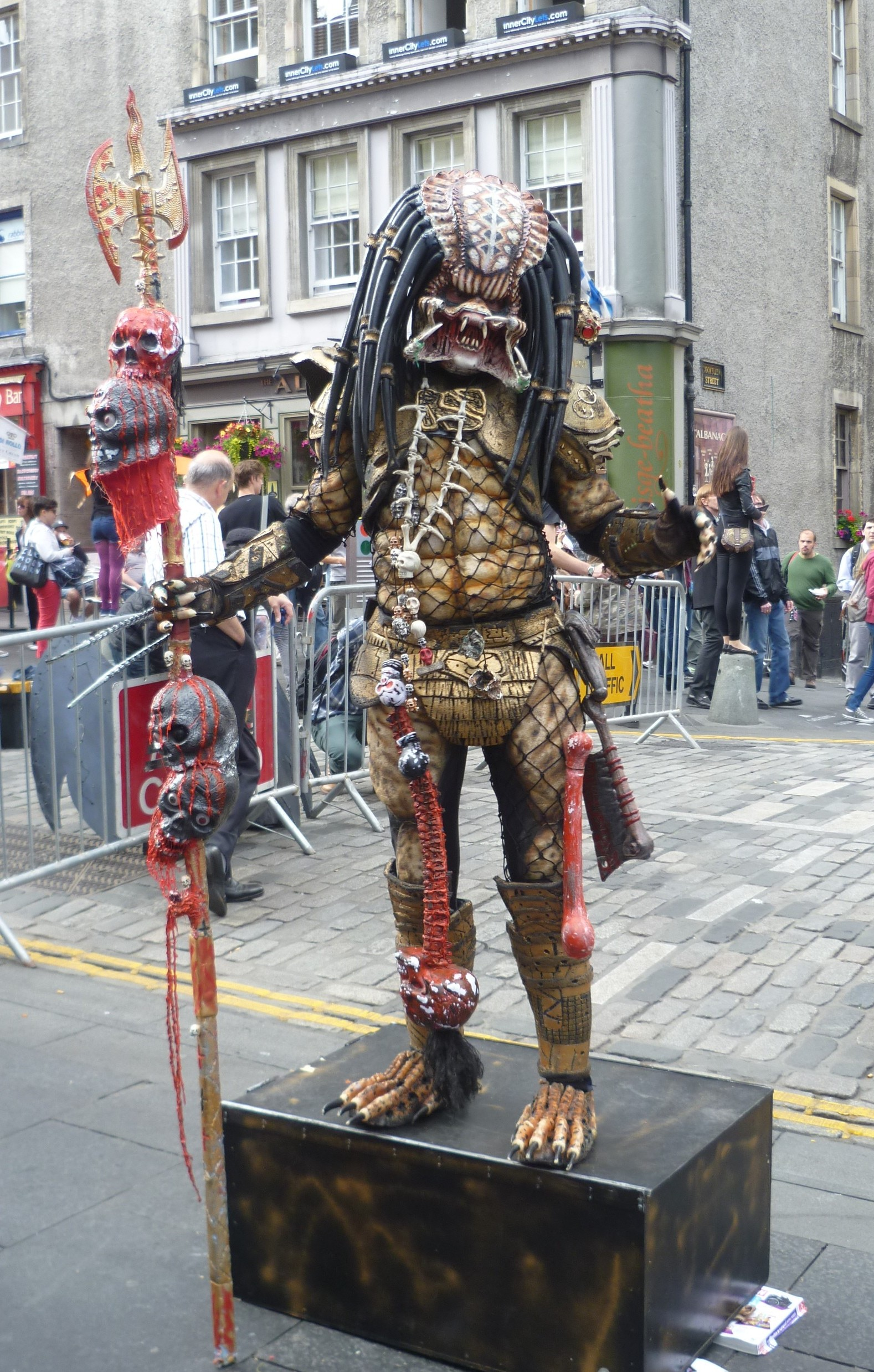
Depredador, Edimburg, Escòcia
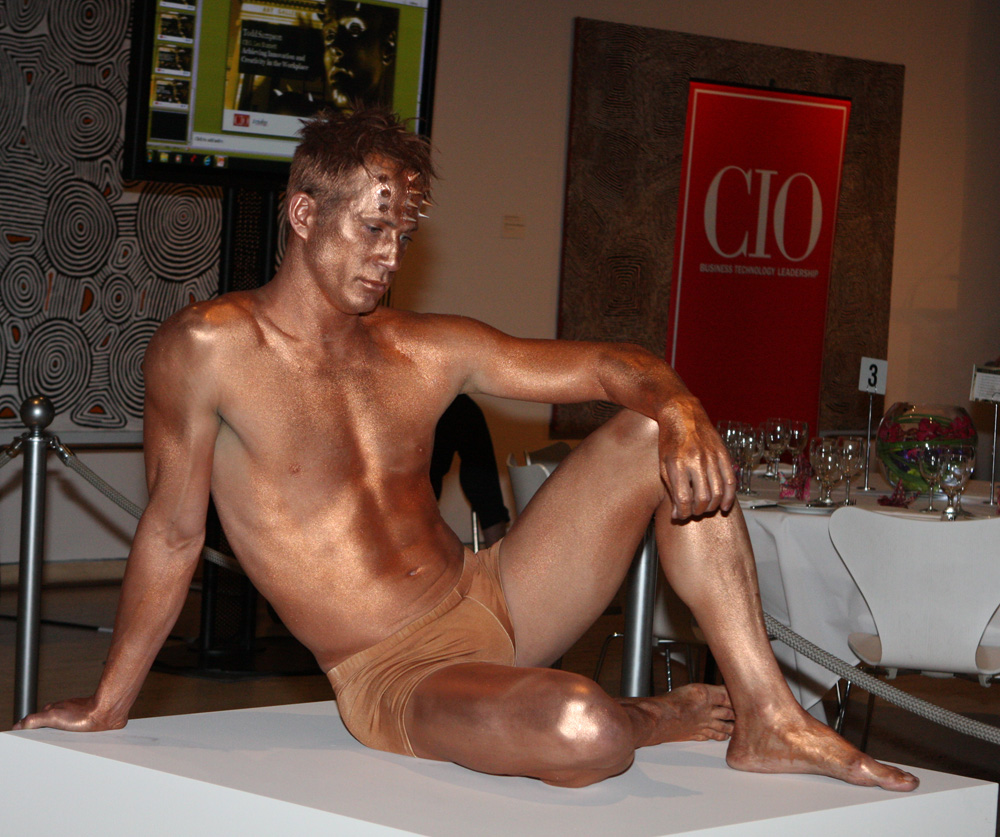
Galeria d'Art a Sydney
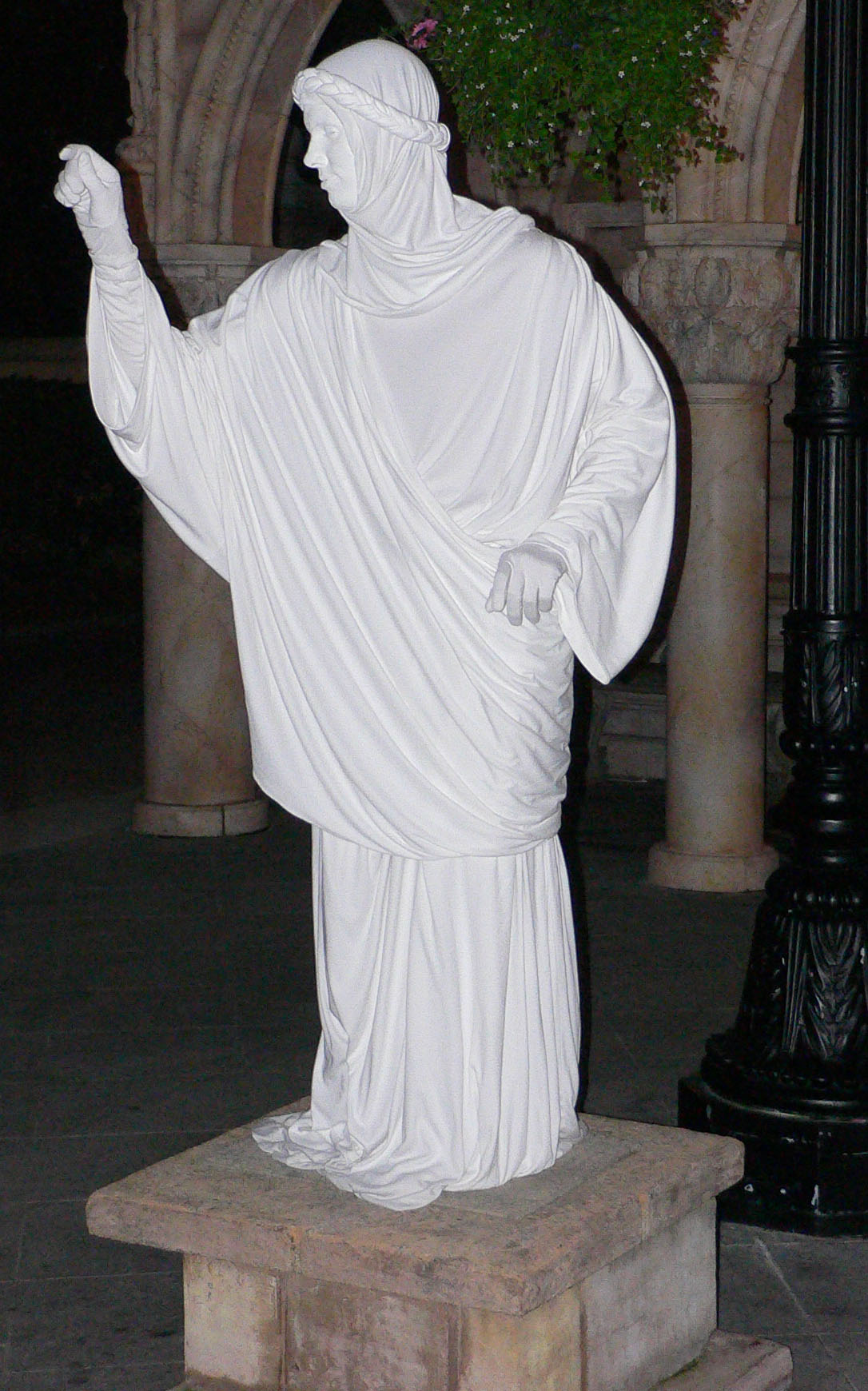
Una estàtua vivent a Epcot.
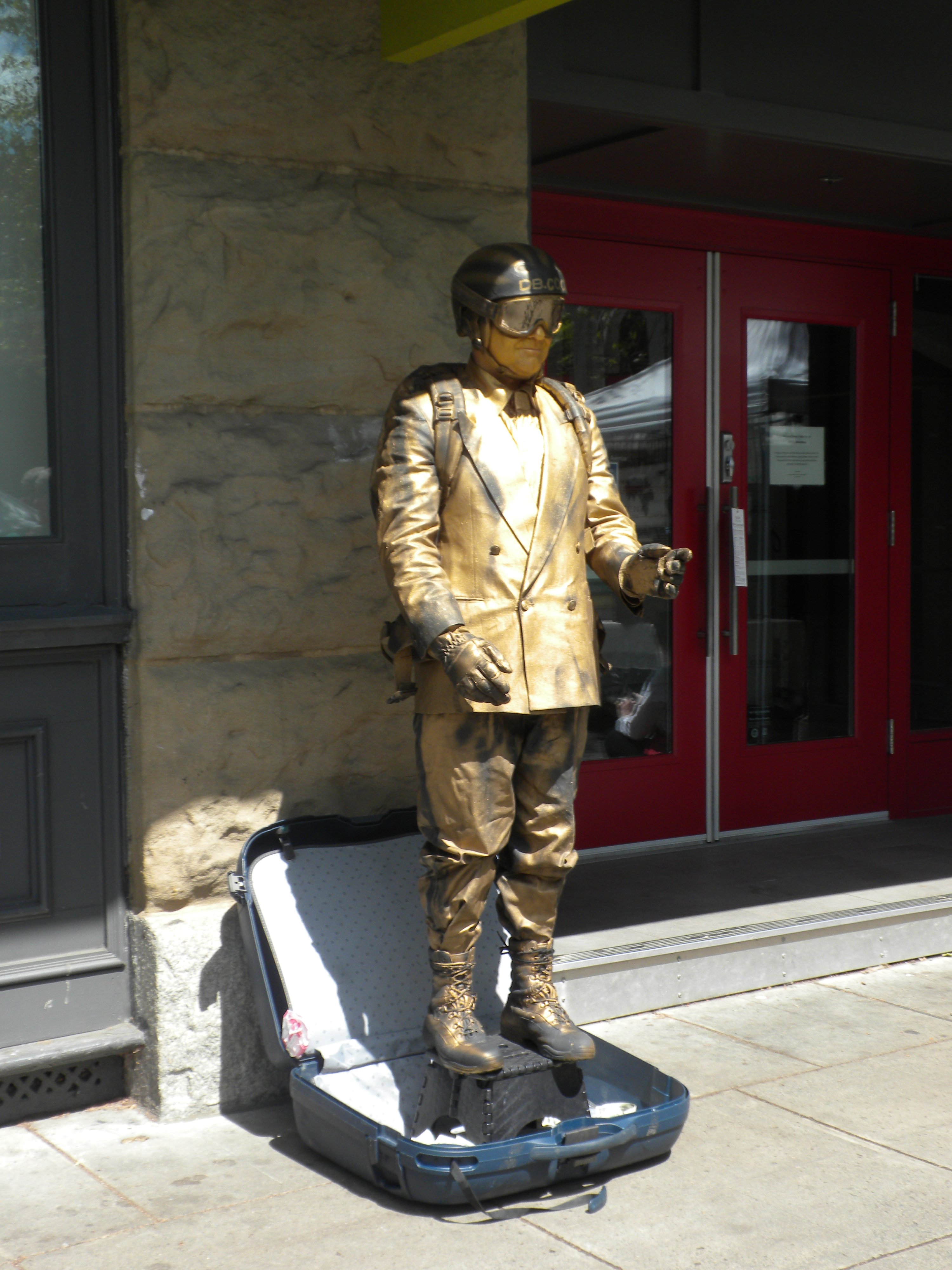
Estàtua vivent de D. B. Cooper a Portland, Oregon, EUA
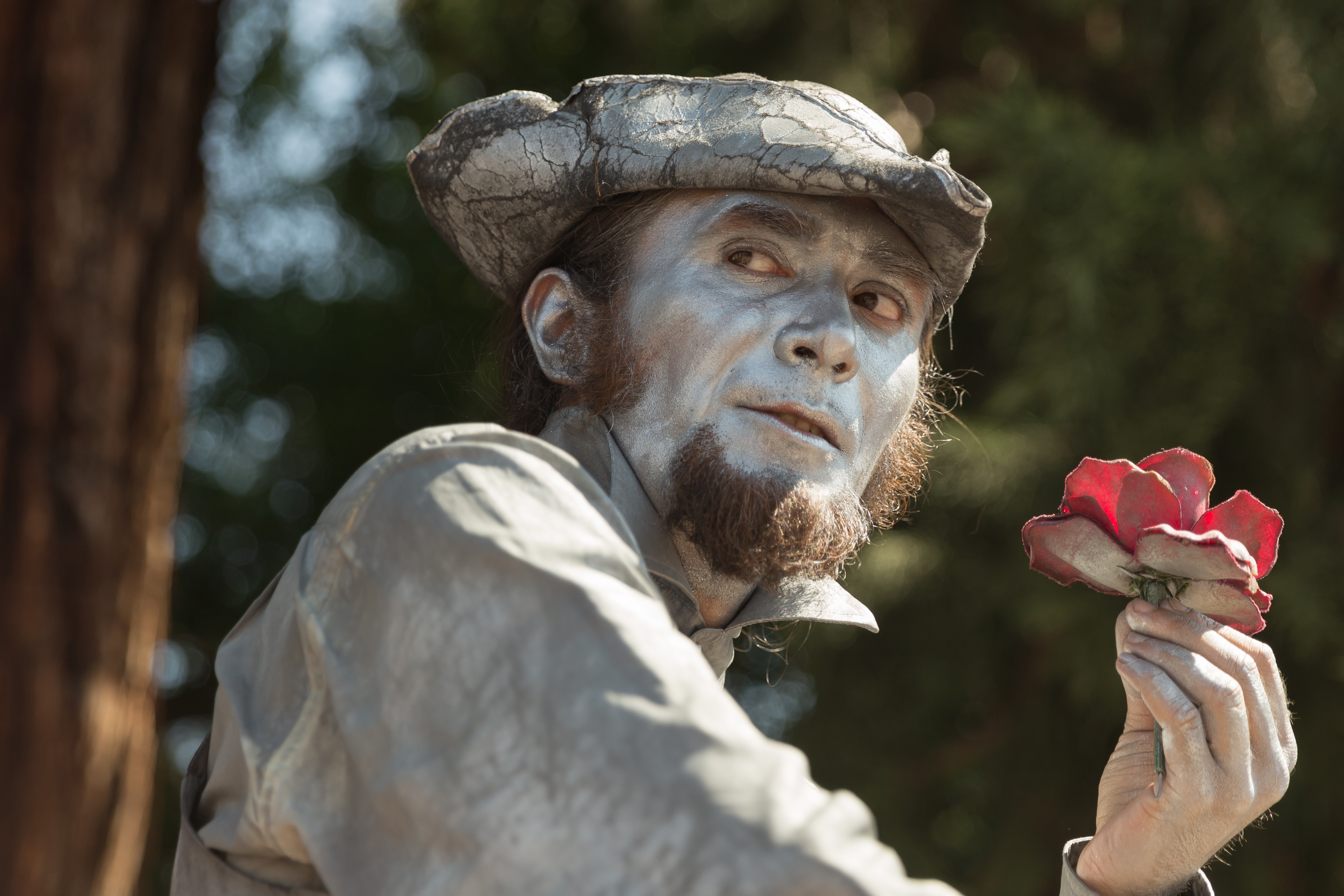
Home estàtua